# (300224) 2006 XJ43
(300224) 2006 XJ43 es un asteroide perteneciente al cinturón de asteroides, región del sistema solar que se encuentra entre las órbitas de Marte y Júpiter, más concretamente a la familia de 2000CU70, descubierto el 12 de diciembre de 2006 por el equipo del Catalina Sky Survey desde el Catalina Sky Survey, Arizona, Estados Unidos.

## Designación y nombre
Designado provisionalmente como 2006 XJ43. 

## Características orbitales
2006 XJ43 está situado a una distancia media del Sol de 3,171 ua, pudiendo alejarse hasta 3,446 ua y acercarse hasta 2,896 ua. Su excentricidad es 0,086 y la inclinación orbital 8,248 grados. Emplea 2063,31 días en completar una órbita alrededor del Sol.

## Características físicas
La magnitud absoluta de 2006 XJ43 es 15,3. 